# میکلریپش
میکلریپش (به لاتین: Mikelrypsh) یک منطقهٔ مسکونی در گرجستان است که در ناحیه گاگرا واقع شده‌است. میکلریپش ۳۲۶ نفر جمعیت دارد.